# Surojoyo (Sapuran)
Surojoyo is een bestuurslaag in het regentschap Wonosobo van de provincie Midden-Java, Indonesië. Surojoyo telt 2153 inwoners (volkstelling 2010).